# 伊那松島駅
伊那松島駅（いなまつしまえき）は、長野県上伊那郡箕輪町大字中箕輪にある、東海旅客鉄道（JR東海）飯田線の駅である。箕輪町の代表駅。

## 歴史
- 1909年（明治42年）12月28日：伊那電車軌道（1919年に伊那電気鉄道へ改称）が当駅 - 辰野（後の西町）間開通時に、終着駅である松島駅（まつしまえき）として開設[1][3]。旅客駅[2]。同時に松島工場（後の伊那松島運輸区）開所。
- 1911年（明治44年）2月22日：伊那電車軌道が木ノ下駅まで延伸、途中駅となる。
- 1923年（大正12年）3月16日：伊那松島駅（いなまつしまえき）に改称[1][3]。貨物取扱開始（一般駅化）[2]。同時に伊那松島 - 辰野間を新線に切替[3]。
- 1943年（昭和18年）8月1日：伊那電気鉄道線が飯田線の一部として国有化、鉄道省（後の日本国有鉄道）の駅となる[4]。
- 1982年（昭和57年）11月1日：車扱貨物取扱廃止（旅客駅化）[5]。
- 1985年（昭和60年）3月14日：荷物扱い廃止[2]。
- 1987年（昭和62年）4月1日：国鉄分割民営化に伴い、東海旅客鉄道（JR東海）の駅となる[2][6]。
- 1992年（平成4年）：駅舎改築[1]。
- 2013年（平成25年）4月1日：箕輪町による簡易委託駅となる[7]。

## 駅構造
相対式ホーム2面2線を有し、列車交換可能な地上駅。駅舎は下り線側（西側）にあり、上り線側とは沢駅側にある構内踏切で連絡している。かつては3番線もあったが、2000年（平成12年）に撤去された。
伊那市駅管理の簡易委託駅で、箕輪町が業務を受託している。2013年3月31日までは東海交通事業の職員が業務を担当する業務委託駅で、自動券売機、JR全線きっぷうりばも設置されていた。
駅構内北側には、伊那松島運輸区検修庫や側線がある。

### のりば
| 番線 | 路線      | 方向 | 行先             | 備考                |
| ---- | --------- | ---- | ---------------- | ------------------- |
| 1    | CD 飯田線 | 下り | 辰野方面         | 一部は2番線から発車 |
| 2    | CD 飯田線 | 上り | 飯田・天竜峡方面 | 一部は1番線から発車 |

- 2021年3月改正ダイヤ時点で、両方向共1日1本のみ逆線発着となる列車が存在する。

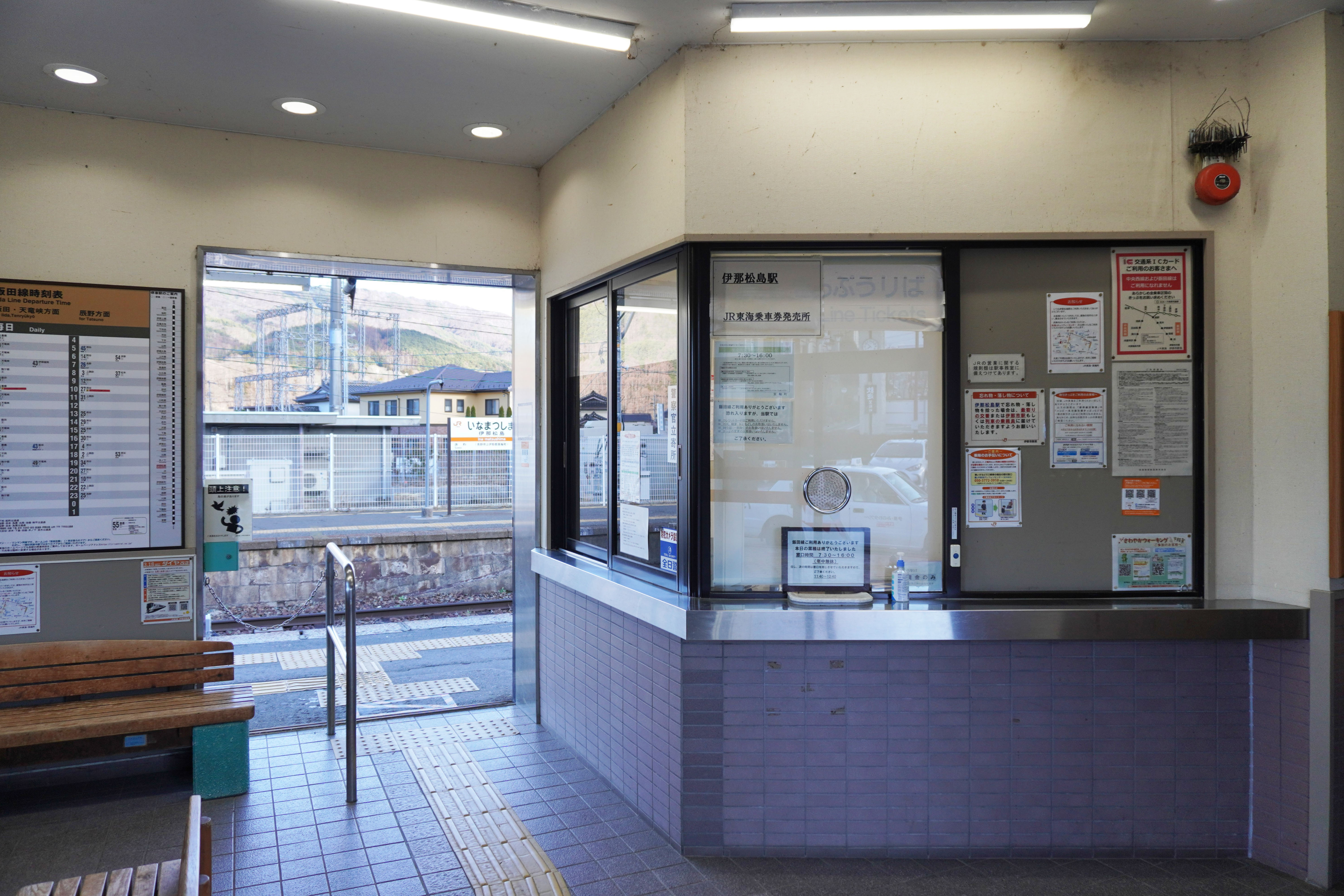
改札口（2023年3月）
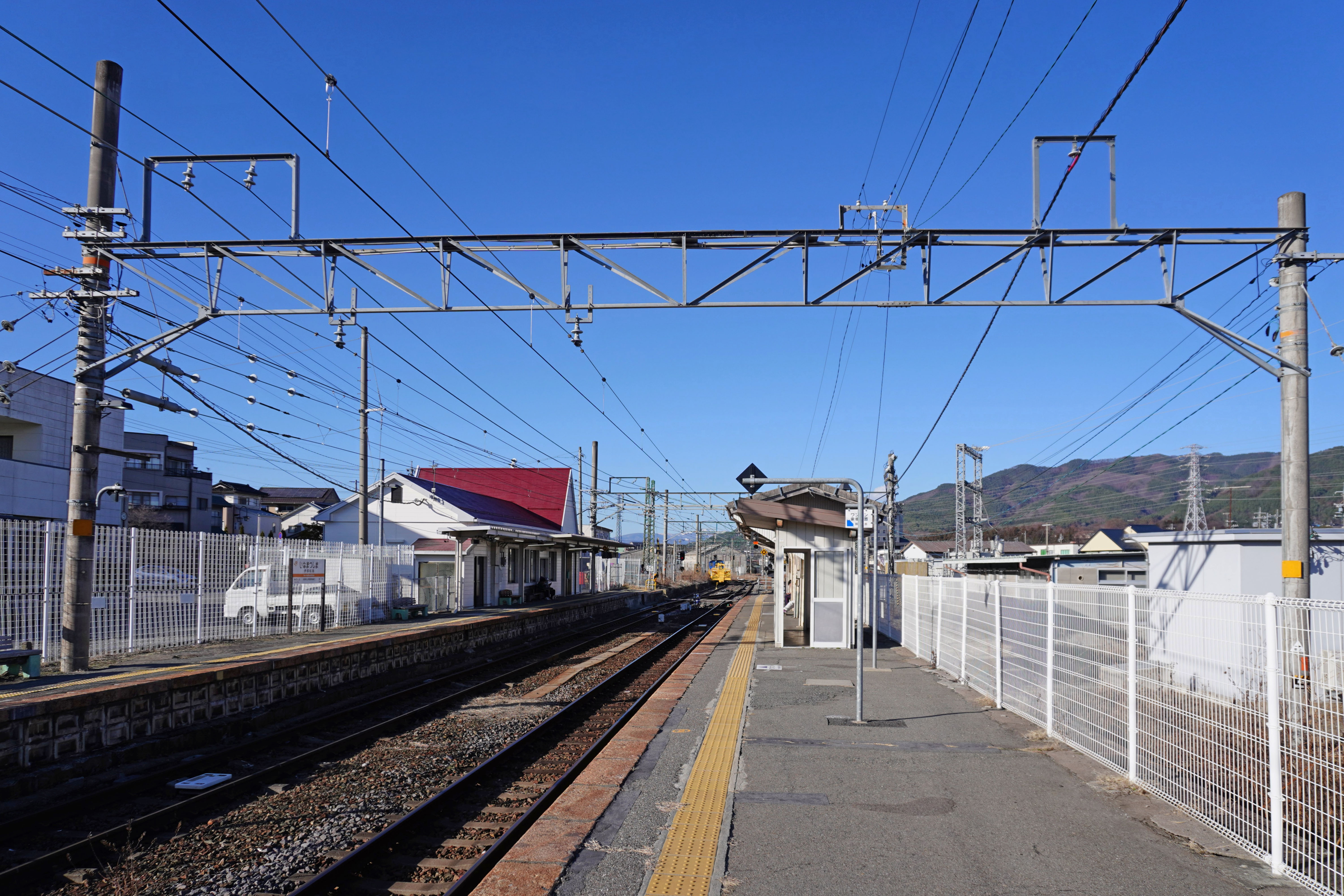
ホーム（2023年3月）
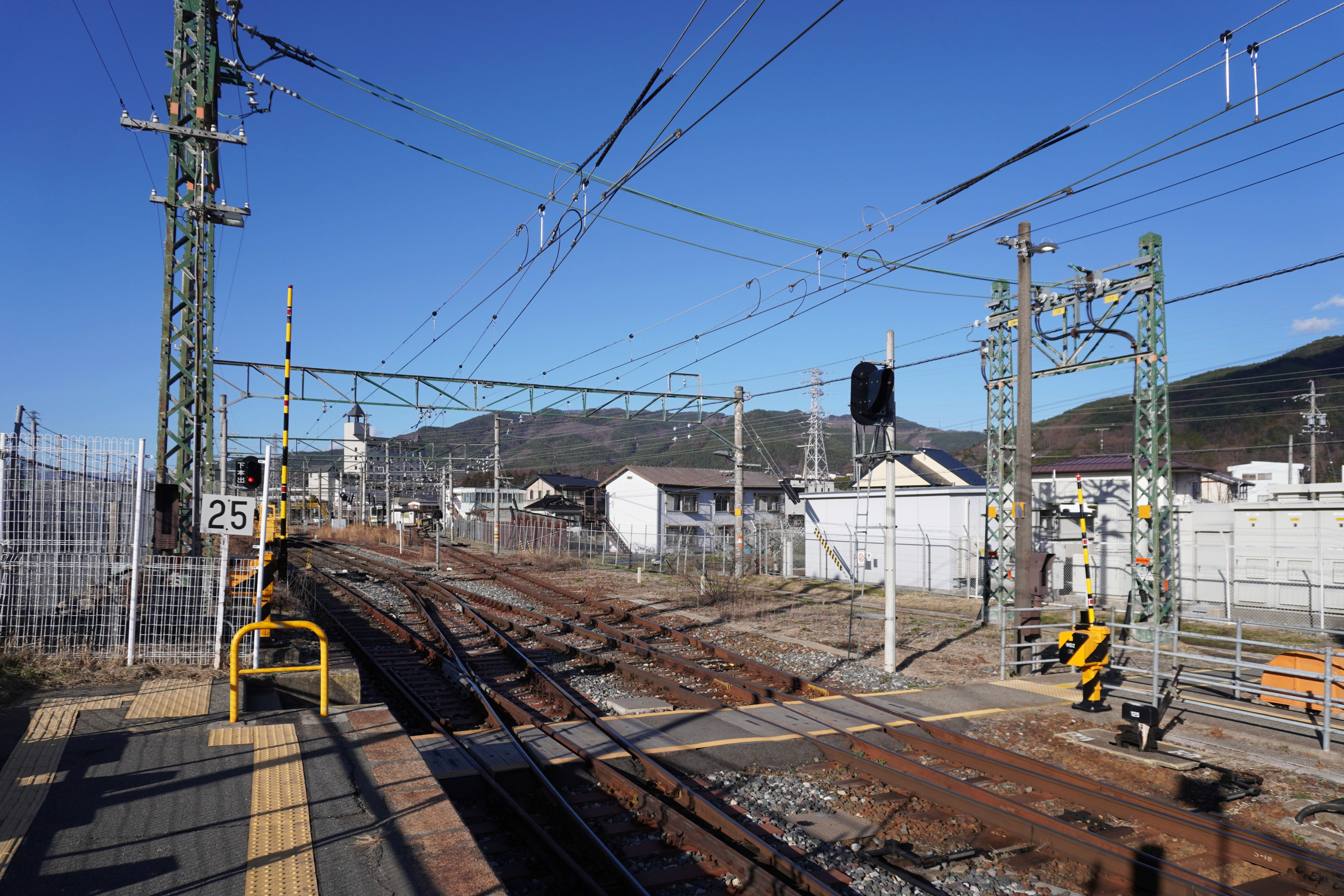
構内踏切（2023年3月）

## 利用状況
「長野県統計書」によると、1日平均の乗車人員は以下の通りである。
- 2007年度 - 594人[1]
- 2009年度 - 545人[1]
- 2010年度 - 549人
- 2011年度 - 504人
- 2012年度 - 488人
- 2013年度 - 441人
- 2014年度 - 462人
- 2015年度 - 487人
- 2016年度 - 503人[9]
- 2017年度 - 494人[10]
- 2018年度 - 506人[11]

## 駅周辺
駅前にはタクシー乗り場があり、駅に隣接する道路を西へ向かうと国道153号 (三州街道)に繋がる。その南の道路を西に行くと箕輪町役場、箕輪町立箕輪中学校等があり、東へ行くと町道に出る。一帯の街並みは拡幅を兼ねて一新されている。
- 箕輪町郷土博物館
- 八十二銀行箕輪支店
- 長野銀行箕輪支店
- アルプス中央信用金庫箕輪支店
- 箕輪郵便局
- 伊那プリンスホテル
- イオン箕輪店
- 箕輪バイパス
- 天竜川
- キョウデン - 天竜川を渡った所に本社と長野工場がある。
- 旭松食品伊那工場

### バス路線
- 箕輪町「みのちゃんバス」（伊那バス委託）
  - 東コース
  - 西コース
  - 南コース

## 隣の駅
東海旅客鉄道（JR東海）
CD 飯田線
■快速（「みすず」含む）
北殿駅 - （「みすず」のみ木ノ下駅） - 伊那松島駅 - 沢駅
■普通
木ノ下駅 - 伊那松島駅 - 沢駅